# Pascendi Dominici gregis
Pascendi Dominici gregis es una encíclica papal promulgada por San Pío X el 8 de septiembre de 1907. En ella el papa condenó el modernismo teológico y tomaba medidas para evitar que su error dañase a la fe de los católicos. En su redacción colaboraron varios teólogos, entre ellos Giuseppe Lemius, O.M.I., y el futuro cardenal Louis Billot, S.J.

## Contexto histórico

### El modernismo
En la aparición del modernismo confluyen varias líneas de pensamiento: el protestantismo liberal, una tendencia a la acción huérfana de oración (el americanismo) y el esfuerzo mal encauzado de renovar la apologética católica. La obra de Alfred Loisy, L'Evangile et L'Eglise (1902), puede considerarse el inicio del modernismo teológico, según afirmaba el autor en este libro trataba de apoyarse solo en los hechos, pero esto le llevaba a afirmar que el reino predicado por Jesús solo tenía un sentido escatológico, y a dudar de la divinidad de Jesucristo. Un año después, en Autour d'un petit livre (1903), se reafirmaba en estas ideas. El historiador Ricardo de la Cierva considera que Loisy cree en la evolución de los dogmas, entendidos como símbolos, las instituciones, los ritos y los sacramentos. 
Esa visión historicista de la iglesia se presenta claramente en The Church and the future (1903), publicada bajo seudónimo por George Tyrell, donde afirmaba que «Cristo dejó un espíritu, no una doctrina; los dogmas no podían ser otra cosa que una "aproximación necesariamente falible" a la verdad divina y, en consecuencia revisable».

### DecretoLamentabili
Ya tras la publicación de  L'Évangile et L'Église, la jerarquía de la iglesia –en concreto el arzobispo de París– declaró la incompatibilidad de esos pensamiento con la fe católica; pero la publicación de otros libros en una dirección similar y la difusión de esas ideas mostraron su peligro para la fe. Como ha afirmado Lortz: 

Donde hay verdadero modernismo existe una herejía. El verdadero modernismo no es sino la transposición radical de errores ya condenados a la teología, o más en concreto a la filosofía, la religión y el dogma. El modernismo no es tanto un sistema de doctrina herética cuanto un modo herético de pensar.
Joseph Lotz, Historia de la Iglesia, II, p. 537

Como años antes con el Syllabus (1864), el magisterio pontificio respondió con la condena de una lista de errores; el decreto Lamentabilis, publicado con la aprobación de Pío X, el 3 de julio de 1907, contenía una relación de 65 proposiciones que se declaraban contrarias a la fe: fundamentalmente hacía referencia a dos problemas: el bíblico y el dogmático. Pero el papa consideró que no bastaba condenar los errores, sino que era preciso explicar la causa de esos errores y los medios que deberían ponerse para evitar el daño a la Iglesia: este es el objetivo de la encíclica que dató (8 de septiembre de 1907) apenas dos meses después del decreto.

## Contenido de la encíclica[6]
El inicio de la encíclica manifiesta ya la importancia que el papa da a su contenido, y su carácter magisterial

Pascendi dominici gregis mandatum Nobis divinitus officium id munus in primis a Christo assignatum habet, ut traditae sanctis fidei depositum vigilantissime custodiat, repudiatis profanis vocum novitatibus atque oppositionibus falsi nominis scientiae
Al oficio de apacentar la grey del Señor que nos ha sido confiada de lo alto, Jesucristo señaló como primer deber el de guardar con suma vigilancia el depósito tradicional de la santa fe, tanto frente a las novedades profanas del lenguaje como a las contradicciones de una falsa ciencia.
Enc. Pascendi, ASS vol. 40, p. 593

Señala enseguida que los errores se han dado desde el comienzo de la Iglesia, pero los que se presentan en este momento son especialmente dañinos y peligrosos, pues utilizan artes enteramente nuevas, pues son asumidos por laicos católicos, y aún por sacerdotes, que pese a carecer de conocimientos serios en filosofía y teología se presentan como restauradores de la iglesia.

### Exposición de los errores de las doctrinas modernistas
La encíclica pasa enseguida a exponer estos errores, en cuyo origen se encuentra un planteamiento agnóstico, como si no fuese posible a la razón conocer la existencia de Dios, rechazan así la enseñanza del Vaticano I que decretó: 

Si alguno dijere que la luz natural de la razón humana es incapaz de conocer con certeza, por medio de las cosas creadas, el único y verdadera Dios, nuestro Creador y Señor, sea anatema.
Si alguno dijere no ser posible o conveniente que el hombre sea instruido, mediante la revelación divina, sobre Dios y sobre el culto a él debido, sea anatema.
Si alguno dijere que la revelación divina no puede hacerse creíble por signos exteriores, y que, en consecuencia, sólo por la experiencia individual o por una inspiración privada deben ser movidos los hombres a la fe, sea anatema.
Concilio Vaticano I

Queda desechada así no solo la revelación sino también la capacidad de la razón para conocer a Dios, y con ello los verdaderos fundamentos de la religión. Pasan pues a buscar el origen de la religión en el interior del hombre, queda así rechazada todo dimensión trascendente de la religión, y afirmado el principio de inmanencia religiosa. Consideran que la explicación de la religión ha de buscarse en el interior del hombre, se trataría -según afirman- de un fenómeno vital y, como tal

reconoce por primer estimulante cierto impulso o indigencia, y por primera manifestación, ese movimiento del corazón que llamamos sentimiento. Por esta razón, siendo Dios el objeto de la religión, síguese de lo expuesto que la fe, principio y fundamento de toda religión, reside en un sentimiento íntimo engendrado por la indigencia de lo divino. Por otra parte, como esa indigencia de lo divino no se siente sino en conjuntos determinados y favorables, no puede pertenecer de suyo a la esfera de la conciencia; al principio yace sepultada bajo la conciencia, o, para emplear un vocablo tomado de la filosofía moderna, en la subconsciencia, donde también su raíz permanece escondida e inaccesible.
Enc. Pascendi

La revelación, para el modernismo, no es sino esa misma experiencia religiosa; de modo que toda religión es a la vez natural y sobrenatural, pues es a través de la experiencia que Dios revela y es al tiempo causa y objeto de la fe. Pero sobre este sentimiento religioso trabaja la razón, reflexiona sobre ese sentimiento y así llega a fórmulas religiosas que proporcionan al creyente un modo de dar razón de su fe; son pues signos inadecuados de su objeto, o lo que es lo mismo símbolos.

#### Respecto a la fe
Tras identificar las bases del pensamiento modernista sobre la religión, y por tanto, también sobre la Iglesia y su doctrina, la encíclica pasa reseñar los errores que supone respecto a la fe los principios de inmanencia y simbolismo que defiende: "Dios es inmanente en el hombre", y" las representaciones de la realidad divina simbólicas"
Desde estos planteamientos el dogma es el resultado de la elaboración que realiza el creyente sobre sus propios pensamientos, atendiendo a las circunstancias, de decir -según afirman- vitalmente; así se forman que responden a una conciencia común, y que acaban siendo reconocidas por el magisterio público como dogmas.

#### Acerca de la Sagrada Escritura
Para ellos los libros sagrados no suponen más que una colección de experiencias extraordinarias de creyentes, que han recordado y reelaborado hechos pasados (así sucede en los libros históricos), o hace lo propio con el posible futuro (actúa así en los escritos apocalípticos). Lo que la Iglesia llama inspiración, no es más que el grado de vehemencia o el impulso con que los autores expresan su experiencia; algo similar a la inspiración poética.

#### La Iglesia
La Iglesia sería, según el modernismo, resultado de un doble necesidad: un ámbito donde comunicar a otros su fe -es decir sus experiencias religiosas-, y para conservar, aumentar y propogar esos sentimientos.
Por último, y es consecuencia de todo lo demás, para el modernismo no existe nada que no sea variable, y que por tanto deba variarse; por tanto

Si no queremos que el dogma, la Iglesia, el culto sagrado, los libros que como santos reverenciamos y aun la misma fe languidezcan con el frío de la muerte, deben sujetarse a las leyes de la evolución.
Enc. Pascendi

De acuerdo con estos presupuestos nada habría estable en la iglesia, y todo debería ser adaptado a las circunstancias de tiempo y lugar.
La encíclica acaba con la acostumbrada bendición apostólica del Papa

### Causas de estos errores y sus remedios
El Papa identifica las causas de estos errores: 

La causa próxima e inmediata es, sin duda, la perversión de la inteligencia. Se le añaden, como remotas, estas dos: la curiosidad y el orgullo. La curiosidad, si no se modera prudentemente, basta por sí sola para explicar cualesquier errores. [...] Pero mucho mayor fuerza tiene para obcecar el ánimo, e inducirle al error, el orgullo, que, hallándose como en su propia casa en la doctrina del modernismo, saca de ella toda clase de pábulo y se reviste de todas las formas. Por orgullo conciben de sí tan atrevida confianza, que vienen a tenerse y proponerse a sí mismos como norma de todos los demás.
Enc. Pascendi

#### Las tácticas del modernismo
Después la encíclica expone la táctica que utilzana los propulsores de esta doctrina para extenderla entre los fieles. Ante todo atacan las cosas que tiene por contrarias a sus propósito: el método escolástico de filosofar, la autoridad de los Padres y la ws, el magisterio eclesiástico. Se  oponen así a las enseñanzas de la iglesia: ya Pío IX reprobó la opinión de los que "consideraban que el método y los principios con los que los antiguos doctores escolásticos cultivaron la teología no corresponden a las necesidades de nuestro tiempo ni al progreso de la ciencia"; y el Concilio Nicea condenó ."a aquellos que osan..., conformándose con los criminales herejes, despreciar las tradiciones eclesiásticas e inventar cualquier novedad..., o excogitar torcida o astutamente para desmoronar algo de las legítimas tradiciones de la Iglesia católica"; y, si así actúa, en estos temas, con la misma fuerza atacan al magisterio y a quienes lo defienden. Recuerda a continuación la encíclica lo que escribió León XIII.

Para hacer despreciable y odiosa a la mística Esposa de Cristo, que es verdadera luz, los hijos de las tinieblas acostumbraron a atacarla en público con absurdas calumnias, y llamarla, cambiando la fuerza y razón de los nombres y de las cosas, amiga de la oscuridad, fautora de la ignorancia y enemiga de la luz y progreso de las ciencias.
León XIII, Motu proprio, Ut mysticam, 11 mart. 1891.

#### Remedios eficaces
Expuestos los errores y el modo en que el modernismo trata de propagarse entre los católico, el papa, señala los remedios que han de ponerse para evitar ese error:
- I. La filosofía escolástica se debe poner como fundamento de los estudios sagrados; y sobre esta base debe construirse la teología.
- II. En la elección de los rectores y maestros de los seminarios y de las universidades católicas, debe tenerse presente que la docencia ha de desarrollarse según estos criterios.
- III. "Los escritos modernistas o que saben a modernismo o lo promueven", no deben leerse ni publicarse.
- IV. Para evitar su publicación "los obispos deben conceder con suma severidad la licencia para imprimirlos"
- V. Los obispos han de evitar que se celebren asambleas de sacerdotes en las que se traten cosas tocantes a los obispos o a la Sede Apostólica; que nada se proponga o reclame que induzca usurpación de la sagrada potestad, y que no se hable en ninguna manera de cosa alguna que tenga sabor de modernismo, presbiterianismo o laicismo..
- VI. En cada dióceisis debe establecerse un Consejo de varpnes probados que "en meses alternos y en día prefijado se reunirán con el obispo y quedarán obligados a guardar secreto acerca de lo que allí se tratare o dispusiere. Por razón de su oficio tendrán las siguientes incumbencias: investigarán con vigilancia los indicios y huellas de modernismo, así en los libros como en las cátedras; prescribirán prudentemente, pero con prontitud y eficacia, lo que conduzca a la incolumidad del clero y de la juventud".
- VII. "Para que estos mandatos no caigan en olvido, los obispos de cada diócesis, pasado un año después de la publicación de las presentes Letras, y en adelante cada tres años, den cuenta a la Sede Apostólica, con Relación diligente y jurada, de las cosas que en esta nuestra encíclica se ordenan"

### Conclusiones
Concluye el papa la encíclica, avisando que de su contenido tomarán ocasión los adversarios de la Iglesia, para calumniarla como enemiga de la sabiduría y del progreso de la humanidad.

Mas para oponer algo nuevo a estas acusaciones, que refuta con perpetuos argumentos la historia de la religión cristiana, tenemos designio de promover con todas nuestras fuerzas una Institución particular, en la cual, con ayuda de todos los católicos insignes por la fama de su sabiduría, se fomenten todas las ciencias y todo género de erudición, teniendo por guía y maestra la verdad católica.
Enc. Pascendi